# Ostale Zlatne arene u manjinskoj koprodukciji
Zlatne arene za filmove u kategoriji manjinskih koprodukcija mogu se dodjeliti i u nekim drugim kategorijama, te tu donosimo spisak takvih odluka. 

### Zlatna Arena za postugnuće u manjinskoj koprodukciji  (2023. – danas)
| Godina | Dobitnik                                      | Naslov filma                                    |
| ------ | --------------------------------------------- | ----------------------------------------------- |
| 2023.  | Aleksa Radunović, Marko Kažić i Milica Drinić | za fotografiju filma Jeste li vidjeli ovu ženu? |